# Diego Milán Jiménez
Diego Milán Jiménez   (Almansa, 10 de juliol de 1985) és un exciclista nascut Espanya però des del 2013 amb nacionalitat dominicana. Professional des del 2008 fins al 2018 també va ser director esportiu del Inteja Dominican Cycling Team. Ha participat en uns Jocs Olímpics d'estiu.

## Palmarès
- 2004
  - Vencedor d'una etapa a la Volta a Valladodid
  - Vencedor d'una etapa a la Volta a Goierri
- 2005
  - Vencedor d'una etapa a la Setmana aragonesa
- 2006
  - Vencedor d'una etapa a la Volta a la Comunitat de Madrid
- 2008
  - Vencedor d'una etapa a la Volta a La Rioja
  - Vencedor d'una etapa al Gran Premi Internacional Paredes Rota dos Móveis
- 2012
  - Vencedor de 2 etapes a la Volta a la Independència Nacional
  - Vencedor d'una etapa a la Volta a la província de València
- 2013
  -  Campió de la República Dominicana en ruta
  - Vencedor d'una etapa a la Volta a la Independència Nacional
  - Vencedor d'una etapa al Tour de Beauce
  - Vencedor de 2 etapes al Tour de Guadalupe
- 2014
  -  Campió de la República Dominicana en ruta
  - Vencedor d'una etapa al Tour de Guadalupe
- 2015
  - Vencedor d'una etapa al Tour de Guadalupe
- 2018
  - Vencedor d'una etapa a la Volta a la Independència Nacional
- 2019
  - Vencedor d'una etapa al Tour de Beauce